# Euthima
Euthima – rodzaj chrząszczy z rodziny kózkowatych i podrodziny zgrzypikowych.

## Zasięg występowania
Przedstawiciele tego rodzaju występują w Ameryce Południowej od Ekwadoru i Gujany Francuskiej na północy po Boliwię na południu.

## Systematyka
Do Euthima należą 3 gatunki:
- Euthima araujoi
- Euthima rodens
- Euthima variegata